# 勘解由小路光宙
勘解由小路 光宙（かでのこうじ みつおき）は、江戸時代末期の公卿。広橋胤定の末子で母は藤波寛忠の娘。勘解由小路資善と日野資矩の娘の養子。室は中山忠頼の娘。

## 経歴
文政元年（1818年）6月に資善夫妻の養子となり、翌月叙爵を受ける。翌文政2年（1819年）に元服して昇殿を許されて遠江権介に任ぜられる。中務権大輔、皇太后宮少進などを歴任して天保12年（1841年）12月22日に従三位に叙せられる。弘化2年（1845年）に正三位に叙せられるが、文久2年（1862年）に正三位非参議のまま55歳で死去。男子がいなかったため、裏松恭光の四男である資生が光宙の婿養子として後を継いだ。
天保2年（1831年）から死去の年までの30年間の日記（『光宙卿記』）の存在が知られている。

## 系譜
- 父：広橋胤定
- 母：藤波寛忠の娘
- 養父：勘解由小路資善
- 養母：日野資矩の娘
- 妻：中山順子 - 中山忠頼の娘[1][2]
- 生母不明の子女
  - 女子：勘解由小路咏 - 勘解由小路資生室
  - 女子：祐慎室
  - 女子：納子（天保4年-文久3年） - 山田大路親彦室[3][4]
  - 男子：勘解由小路光尚（天保13年8月13日-明治33年3月15日[5]）
  - 男子：藪実方
- 養子
  - 男子：勘解由小路資生 - 裏松恭光の四男